# 藤维藻
藤维藻（1917年—2008年），中国经济学家，前南开大学校长，江苏阜宁人。
早年求学于浙江大学和西南联合大学。亦曾求学于当时位于重庆沙坪坝的南开经济研究所。毕业后在南开大学任教。1981年，出任南开大学校长。曾任中美经济联合会会长。
2008年逝世，多位国家领导人出席了悼念仪式或致悼词。